# Невське озеро
Не́вське о́зеро (рос. Невское озеро) — лагунне озеро на остові Сахаліні, на півдні Тим-Поронайського долу. Оточене зі сходу, півночі і заходу верховими сфагновими болотами, на півдні від затоки Терпіння Охотського моря, відокремлене вузькою косою. Площа дзеркала — 178 км². Територія Поронайського міського округу Сахалінської області Російської Федерації. Назване за ім'ям одного з кораблів першої російської експедиції під керівництвом Івана Крузенштерна — шлюпа «Нева».
Простягається вздовж берега вершини затоки Терпіння на 30 км із заходу на схід при найбільшій ширині 10 км. У північній частині вода прісна, у південній — солонувата. Впадають річки: Оленья, Рукутама та інші. Коливання рівня залежать головним чином від припливів і відливів.
Озеро має високий ступінь біологічного різноманіття і великих обсягів харчових ресурсів рослинного і тваринного походження.